# Valeo
Valeo este o companie franceză specializată în producția de echipamente și componente pentru industria auto.
Compania produce diverse componente auto, de la faruri până la sisteme electrice și de la transmisii până la sisteme de climatizare.
Valeo este unul dintre cele mai importante gruprui industriale independente specializate în furnizarea de piese auto.
Compania a realizat în anul 2001 vânzări de peste 10 miliarde de euro.
În anul 2002, compania activa în 24 de țări, deținea 139 de fabrici și aproape 71.000 de angajați.
În anul 2008, compania avea 54.000 de angajați în 27 de țări.

## Valeo în România
Compania a inaugurat prima sa fabrică din România, pe platforma de la Mioveni a producătorului de automobile Dacia, produce sisteme de cablaj pentru autovehiculele Dacia.